# Opal (manzana)
Opal® sinónimo del nombre técnico UEB 3264/2 es una  variedad cultivar de manzano (Malus domestica).
El fruto tiene pulpa amarillenta, con textura firme, crujiente y de grano fino, sabor muy jugoso con una proporción agridulce bien equilibrada.

## Sinónimos
- "UEB 3264/2".

Hay una variedad 'Seabrook Opal', que se desarrolló en la década de 1930 en Essex (Reino Unido), a menudo se llama "Opal", pero sin ninguna relación con la variedad checa.

## Historia
'Opal®' (UEB 3264/2) es una variedad de manzana, a partir del cruce de 'Golden Delicious' x 'Topaz'.  Criado en 1999 bajo la dirección del Dr. Jaroslav Tupý en el "Instituto de Botánica Experimental", Praga (República Checa) cruzando como Parental-Madre a 'Golden Delicious' con el polen de 'Topaz' como Parental-Padre. Lanzado comercialmente en 2006 bajo el nombre de 'Opal®'. El cultivar es un cruce de los mismos padres que 'UEB 3375/2' pero en este último el padre de la flor (polen) fue 'Golden Delicious' en lugar de 'Topaz'.
Está recomendada para USDA Hardiness Zones Z5 (resistente al frío).

## Características
'Opal' es un árbol moderadamente vigoroso, vertical, y resistente a la sarna del manzano (gracias a la presencia del gen Vf). Portador de espuela de fructificación. Cosechas anuales moderadamente copiosos, necesita de aclareo de los frutos para que alcancen una mayor talla tiene un tiempo de floración que comienza a partir del 11 de mayo con el 10% de floración, para el 16 de mayo tiene una floración completa (80%), y para el 24 de mayo tiene un 90% caída de pétalos.
'Opal' tiene frutos de tamaño medio, con forma redonda a redondo-cónico, con nervaduras débiles, corona débil; piel medianamente gruesacde olor de fondo amarillo dorado, sobre el que puede haber un ligero rubor anaranjado sobre el cual hay un patrón denso de rayas rojo anaranjado en la cara expuesta al sol, ruginoso-"russeting" (pardeamiento áspero superficial que presentan algunas variedades) muy bajo; cáliz grande y abierto, colocado en una cuenca de profundidad media, ancha y ligeramente acanalada; pedúnculo de longitud media, medianamente robusto y se encuentra en una cavidad en forma de embudo con rayos de ruginoso-"russeting" que se extienden sobre el hombro de la manzana; la pulpa es amarillenta, con textura de grano medio fino, firme y crujiente, sabor moderadamente jugoso, dulce, con un final ácido. No se pone marrón cuando se expone al aire. ºBrix 15.2 . Alto contenido de vitamina C.
Su época de maduración y recogida a partir de principios de octubre. Mantiene el frescor hasta cuatro meses en atmósfera controlada, y 5 meses en almacenamiento en frigorífico. Los sabores completos se desarrollan dos o tres semanas después de la cosecha. Está considerada como una de las manzanas modernas más resistentes a la Sarna del manzano.

## Usos
Un fruto excelente como postre de manzana de mesa fresca, y de uso en cocina.

## Ploidismo
Diploide auto estéril; necesita polinizador. Grupo de polinización C. Día 11.

## Susceptibilidades
- Sarna del manzano: no presenta a ninguna de las variedades de esta infección gracias a la presencia del gen Vf.[9]
- Fuego bacteriano del manzano: ataque débil
- Mildiu: ataque débil[4]